# ۱۰ فوریه
۱۰ فوریه در تقویم گرگوری چهل و یکمین روز سال است. ۳۲۴ روز (در سال‌های کبیسه ۳۲۵ روز) تا پایان سال باقی است.

## رویدادها
- ۱۲۸۵ سقوط بغداد: به‌دست ایلخانان مغول و پایان خلافت عباسیان در بغداد
- ۱۷۶۲ کبک: فرانسه این مستعمره خود در شرق کانادا را در معاهده پاریس ۱۷۶۳ به بریتانیا واگذار کرد.
- ۱۹۹۶ دیپ بلو: کامپیوتر شطرنج‌باز اولین بازی خود با گری کاسپارف را با پیروزی پشت سر گذاشت.
- ۱۹۷۹ ایران: انقلاب ۱۳۵۷ به پیروزی رسید.

## زادروزها
- ۱۸۹۰ - بوریس پاسترناک برنده جایزه نوبل ادبیات و نویسنده رمان دکتر ژیواگو
- ۱۸۹۵ – ادموند گواژاک، آهنگساز اهل فرانسه (د. ۱۹۶۲)
- ۱۸۹۸ - برتولت برشت نمایشنامه‌نویس، کارگردان تئاتر و شاعر سوسیالیست آلمانی.
- ۱۷۷۵ - چارلز لمب (Charles Lamb) نویسنده انگلیسی
- ۱۸۹۴ - هارولد مک‌میلان (Harold Macmillan) نخست‌وزیر انگلیس
- ۱۷۷۵ - پتر سوم تزار روسیه
- ۱۹۲۷ - لئونتین پرایس (Leontyne Price) خواننده اپرا آمریکایی
- ۱۹۳۹ - روبرتا فلک خواننده و آهنگ‌ساز آمریکایی برنده جایزه گرمی
- ۱۹۴۰ - ثریا قابل،  شاعر و روزنامه‌نگار سعودی.[۱]
- ۱۹۵۹ - مارک اسپیتز شناگر آمریکایی برنده هفت مدال طلای المپیک مونیخ
- ۱۹۸۲ - لورا درن بازیگر بازیگر آمریکایی فیلم‌هایی چون پارک ژوراسیک و مخمل آبی

## مرگ‌ها
- ۱۸۳۷ - الکساندر پوشکین، نویسنده رمانتیسیست روس
- ۱۹۲۳ - ویلهلم رونتگن، فیزیکدان آلمانی، کاشف اشعه ایکس و برنده جایزه نوبل فیزیک
- ۱۹۴۹ - سلوا سلامه، روزنامه‌نگار، آموزگار، نویسنده و شاعر سوری.[۲]